# Vollenborn
Vollenborn – dzielnica gminy Deuna w Niemczech, w kraju związkowym Turyngia, w powiecie Eichsfeld, we wspólnocie administracyjnej Eichsfelder Kessel. Do 30 grudnia 2013 samodzielna gmina.